# Tiny Toon Adventures (datorspel)
Tiny Toon Adventures är ett plattformsspel till NES, utvecklat och utgivet av Konami 1991, baserat på TV-serien med samma namn.

## Handling
Babs Bunny har blivit kidnappad av Montana Max, och Buster Bunny måste rädda henne, med hjälp av Plucky Duck, Dizzy Devil och Furrball. Det finns sex banor, och dessa är i sin tur uppdelade på minst tre delbanor.
Första nivån är det så kallade Teddyfältet, vars boss är Dr. Gene Splicer som åker skateboard och kastar järnstäd. Andra nivån, havet, avslutas med strid mot Kapten Klo, som kastar romtunnor. Spelet fortsätter sedan till Knasiga skogen, som är full av roterande igelkottar. Striden mot bossen Fido utspelar sig vid en ravin. Fjärde nivån utspelar sig i Boomtown, där bossen är Greasy Gorilla samt ett gäng smågorillor. Nästa nivå är Knäpplandet, där Space Dude är boss. Slutligen bär det av till Montana Max herrgård, där Montana Max själv är boss.

### Fotnoter
1. 1 2 3  ”Tiny Toon Adventures”. NES DB. 26 mars 1991. Arkiverad från originalet den 19 april 2014. https://web.archive.org/web/20140419173945/http://www.nesdb.se/game_more.php?id=1486&rid=1. Läst 19 april 2014.
2. ↑  ”Tiny Toon Adventures” (på svenska). Nintendomagasinet (Kungsbacka: Atlantic) (13 1992):  sid. 13 (Power Player). oktober 1992. Läst 19 april 2014.
3. ↑  ”Tiny Toon Adventures” (på svenska). Super Power (Solna) (2 1993). maj 1993. Läst 1 maj 2014.